# Чапчал-Сибоский автономный уезд
Чапчал-Сибоский автономный уезд (кит. упр. 察布查尔锡伯自治县, пиньинь Chábùchá'ěr Xībó zìzhìxiàn, уйг. چاپچال شىبە ئاپتونوم ناھىيىسى‎, شاپشال سىبە اۆتونوميالى اۋدانى, сибо ᠴᠠᠪᠴᠠᠯ
ᠰᡞᠪᡝ
ᠪᡝᠶᡝ
ᡩᠠᠰᠠᡢᡤᠠ
ᠰᡞᠶᠠᠨ) — автономный уезд в Или-Казахском автономном округе Синьцзян-Уйгурского автономного района, Китай.

## История
После того, как в результате третьей ойратско-маньчжурской войны было уничтожено Джунгарское ханство, цинское правительство переселило сюда из Маньчжурии сибо, выполнявших роль подобно российскому казачьему войску на границе. Они входили в маньчжурскую армейскую «восьмизнамённую» систему, и переселенцы-сибо разместились в соответствии с теми ниру, к которым они принадлежали, поэтому эти места назывались просто «Первая ниру», «Вторая ниру» и т. д. вплоть до «Восьмой ниру». После того, как в 1884 году в Западном крае было организовано гражданское правление и была создана провинция Синьцзян, сибо остались под непосредственным управлением илийского цзянцзюня.
1 января 1940 года на этих землях был образован уезд Хэнань (河南县, название в переводе означает «южнее реки»). 4 мая 1944 года, чтобы устранить путаницу с провинцией Хэнань, уезд Хэнань был переименован в уезд Нинси (宁西县, «западнее Инина»). Когда в 1944 году образовалась Восточно-Туркестанская Революционная республика, то уезд Нинси был переименован в уезд Сумур (苏木尔县).
11 июня 1950 года уезду Сумур было возвращено название Нинси. 17 марта 1954 года Нинси был переименован в Чапчал, а уезд преобразован в автономный уезд.

## Население
Согласно переписи 2010 года в уезде проживало 179 744 человека, из которых около 60 тыс. составляли сибо.

## Административное деление
Чапчал-Сибоский автономный уезд делится на 3 посёлка, 9 волостей и 1 национальную волость.

## Экономика
Основу экономики составляет сельское хозяйство (пшеница, кукуруза, тепличные овощи).
КПП Дулата на границе с Казахстаном является крупным логистическим и торговым узлом. Здесь расположена Зона китайско-казахстанской приграничной торговли, в состав которой входят таможня, склады, выставочные залы и рынок.

## Культура
В уезде выходит газета на сибинском диалекте маньчжурского языка «Чапчал серкин».